# نيوكومب (نيويورك)
نيوكومب (بالإنجليزية: Newcomb, New York)‏ هي بلدة أمريكية تقع في الولايات المتحدة في مقاطعة إيسيكس، نيويورك. يقدر عدد سكانها بـ 436 نسمة ومساحتها 603.9 كم2 وترتفع عن سطح البحر 593 متر.

## المناخ
يظهر الجدول التالي التغييرات المناخية على مدار السنة لنيوكومب:
| البيانات المناخية لـنيوكومب         | البيانات المناخية لـنيوكومب | البيانات المناخية لـنيوكومب | البيانات المناخية لـنيوكومب | البيانات المناخية لـنيوكومب | البيانات المناخية لـنيوكومب | البيانات المناخية لـنيوكومب | البيانات المناخية لـنيوكومب | البيانات المناخية لـنيوكومب | البيانات المناخية لـنيوكومب | البيانات المناخية لـنيوكومب | البيانات المناخية لـنيوكومب | البيانات المناخية لـنيوكومب | البيانات المناخية لـنيوكومب |
| الشهر                               | يناير                       | فبراير                      | مارس                        | أبريل                       | مايو                        | يونيو                       | يوليو                       | أغسطس                       | سبتمبر                      | أكتوبر                      | نوفمبر                      | ديسمبر                      | المعدل السنوي               |
| ----------------------------------- | --------------------------- | --------------------------- | --------------------------- | --------------------------- | --------------------------- | --------------------------- | --------------------------- | --------------------------- | --------------------------- | --------------------------- | --------------------------- | --------------------------- | --------------------------- |
| الدرجة القصوى °ف (°م)               | 59 (15)                     | 59 (15)                     | 78 (26)                     | 88 (31)                     | 88 (31)                     | 92 (33)                     | 93 (34)                     | 94 (34)                     | 91 (33)                     | 80 (27)                     | 69 (21)                     | 62 (17)                     | 94 (34)                     |
| متوسط درجة الحرارة الكبرى °ف (°م)   | 25.3 (−3.7)                 | 28.4 (−2.0)                 | 38.0 (3.3)                  | 51.5 (10.8)                 | 64.3 (17.9)                 | 72.2 (22.3)                 | 75.8 (24.3)                 | 74.2 (23.4)                 | 66.4 (19.1)                 | 54.3 (12.4)                 | 41.2 (5.1)                  | 29.4 (−1.4)                 | 51.8 (11.0)                 |
| متوسط درجة الحرارة الصغرى °ف (°م)   | 5.1 (−14.9)                 | 4.8 (−15.1)                 | 14.3 (−9.8)                 | 28.6 (−1.9)                 | 39.3 (4.1)                  | 49.5 (9.7)                  | 53.5 (11.9)                 | 52.1 (11.2)                 | 44.7 (7.1)                  | 33.7 (0.9)                  | 24.8 (−4.0)                 | 11.5 (−11.4)                | 30.2 (−1.0)                 |
| أدنى درجة حرارة °ف (°م)             | −34 (−37)                   | −33 (−36)                   | −31 (−35)                   | −3 (−19)                    | 19 (−7)                     | 25 (−4)                     | 31 (−1)                     | 30 (−1)                     | 25 (−4)                     | 12 (−11)                    | −7 (−22)                    | −31 (−35)                   | −34 (−37)                   |
| الهطول إنش (مم)                     | 2.99 (76)                   | 2.60 (66)                   | 2.83 (72)                   | 3.14 (80)                   | 3.86 (98)                   | 3.84 (98)                   | 3.79 (96)                   | 3.92 (100)                  | 3.89 (99)                   | 4.15 (105)                  | 3.74 (95)                   | 3.49 (89)                   | 42.24 (1٬073)               |
| متوسط تساقط الثلوج إنش (سم)         | 24.9 (63)                   | 22.2 (56)                   | 18.5 (47)                   | 5.8 (15)                    | 0.1 (0.25)                  | 0 (0)                       | 0 (0)                       | 0 (0)                       | 0 (0)                       | 1.1 (2.8)                   | 8.6 (22)                    | 24.5 (62)                   | 105.7 (268)                 |
| متوسط أيام هطول الأمطار (≥ 0.01 in) | 17.6                        | 13.4                        | 13.0                        | 12.7                        | 13.6                        | 13.5                        | 12.4                        | 12.6                        | 12.1                        | 13.6                        | 14.8                        | 17.4                        | 166.7                       |
| متوسط الأيام المثلجة (≥ 0.1 in)     | 15.4                        | 11.1                        | 8.4                         | 3.5                         | 0.1                         | 0                           | 0                           | 0                           | 0                           | 0.9                         | 6.0                         | 14.2                        | 59.7                        |
| المصدر: NOAA (normals 1981−2010)    |                             |                             |                             |                             |                             |                             |                             |                             |                             |                             |                             |                             |                             |